# كريستين دن هارتوغ
كريستين دن هارتوغ (بالإنجليزية: Kristen den Hartog)‏ (1965 في كندا)؛ روائية كندية.